# Marco Polo del Nero
Marco Polo del Nero (São Paulo, 22 de febrer de 1941) és un advocat i dirigent esportiu brasiler. Va ser president de la Confederació Brasilera de Futbol (CBF), membre del Comitè Executiu de la Confederació Sud-americana de Futbol (Conmebol) i membre del Comitè Executiu de la FiFA, càrrec del que va renunciar a finals de 2015 quan va ser acusat de corrupció per la justícia nord-americana en el denominat Cas Fifagate.

## Trajectòria
Fill de l'exjugador de futbol del Nero, es va graduar en Dret per la Universitat Mackenzie Presbyterian, on es va especialitzar en dret penal.
Va començar la seva carrera com a director de la comissió d'investigació del club Sociedade Esportiva Palmeiras. Posteriorment va ocupar els càrrecs de director jurídic i director de futbol fins que es va convertir en un membre permanent de la junta directiva.
En la dècada dels vuitanta del segle passat, va aconseguir un lloc al Tribunal de Justícia Esportiva, que li va obrir les portes per a ser vicepresident de la Federació Paulista de Futbol (FPF) durant el mandat d'Eduardo José Farah.
Va assumir la presidència de la FPF l'any 2003 i va ser reelegit el 2010.
El 2009, va ser suspès durant noranta dies pel Superior Tribunal de Justícia Esportiva (STJD), per cinc vots a zero, a causa d'un lamentable episodi amb l'àrbitre Walter Tardelli. Va ser absolt pel ple del STJD en un nou judici.
El 2012, va ser nomenat per substituir Ricardo Teixeira al Comitè Executiu de la FIFA.
El 16 d'abril de 2014, va ser triat per reemplaçar José María Marín com a president de la Confederació Brasilera de Futbol (CBF) pel període 2015 - 2019.

## Fifagate
El desembre de 2015, Marco Polo del Nero va ser un dels setze acusats addicionals que la justícia dels EUA va incloure en la segona relació d'acusats que l'any 2015 va donar lloc al gran escàndol de corrupció conegut com a afer de corrupció a la FIFA o cas Fifagate.
Des de maig de 2015, el president de la CBF no viatja fora de Brasil per evitar ser detingut o extradit als EUA on se'l reclama per diversos delictes de corrupció.
L'abril de 2018, el Comitè d'Etica de la Fifa el va considerar culpable d'haver infringit diversos articles del codi ètic i el va sancionar amb un milió de francs suïssos i la inhabilitació a perpetuïtat per a exercir qualsevol activitat relacionada amb el futbol.
El 6 d'abril de 2020, un tercer escrit de la fiscalia estatunidenca va ampliar les acusacions pel cas Fifagate a quatre implicats més. En el mateix escrit es van reformular les acusacions a tretze dels implicats en els escrits anteriors. Un d'aquests tretze era Marco Polo del Nero, al que s'acusava ara de blanqueig de capitals, frau electrònic i conspiració per a delinquir.